# União das Freguesias de Antime e Silvares (São Clemente)
Die União das Freguesias de Antime e Silvares (São Clemente) ist eine portugiesische Gemeinde (Freguesia) im Kreis (Concelho) Fafe, Distrikt Braga, im Nordwesten Portugals.

## Geschichte
Die Gemeinde entstand im Zuge der Gebietsreform vom 29. September 2013 durch die Zusammenlegung der ehemaligen Gemeinden Antime und São Clemente de Silvares.
Antime wurde Sitz der neuen Verwaltung.

## Demographie
| Freguesia | Freguesia                        | Freguesia | Freguesia       | ehemalige Freguesias     | ehemalige Freguesias | ehemalige Freguesias | ehemalige Freguesias |
| --------- | -------------------------------- | --------- | --------------- | ------------------------ | -------------------- | -------------------- | -------------------- |
| Wappen    | Freguesia                        | Einwohner | Fläche in (km²) | Wappen                   | Freguesia            | Einwohner            | Fläche in (km²)      |
|           | Antime e Silvares (São Clemente) | 1942      | 5,57            |                          | Antime               | 1476                 | 3,12                 |
|           | Antime e Silvares (São Clemente) | 1942      | 5,57            | São Clemente de Silvares | 573                  | 2,45                 |                      |